# Liste der State-, U.S.- und Interstate-Highways in Maine
Dies ist eine Liste der State-, U.S.- und Interstate-Highways im US-Bundesstaat Maine.

## State Routes
- Maine State Route 3
- Maine State Route 4
- Maine State Route 5
- Maine State Route 6
- Maine State Route 7
- Maine State Route 8
- Maine State Route 9
- Maine State Route 10
- Maine State Route 11
- Maine State Route 15
- Maine State Route 16
- Maine State Route 17
- Maine State Route 22
- Maine State Route 23
- Maine State Route 24
- Maine State Route 25
- Maine State Route 26
- Maine State Route 27
- Maine State Route 32
- Maine State Route 35
- Maine State Route 37
- Maine State Route 41
- Maine State Route 43
- Maine State Route 46
- Maine State Route 52
- Maine State Route 69
- Maine State Route 73
- Maine State Route 77
- Maine State Route 85
- Maine State Route 86
- Maine State Route 88
- Maine State Route 89
- Maine State Route 90
- Maine State Route 91
- Maine State Route 92
- Maine State Route 93
- Maine State Route 94
- Maine State Route 96
- Maine State Route 97
- Maine State Route 98
- Maine State Route 99
- Maine State Route 100
- Maine State Route 101
- Maine State Route 102
- Maine State Route 103
- Maine State Route 104
- Maine State Route 105
- Maine State Route 106
- Maine State Route 107
- Maine State Route 108
- Maine State Route 109
- Maine State Route 110
- Maine State Route 111
- Maine State Route 112
- Maine State Route 113
- Maine State Route 114
- Maine State Route 115
- Maine State Route 116
- Maine State Route 117
- Maine State Route 118
- Maine State Route 119
- Maine State Route 120
- Maine State Route 121
- Maine State Route 122
- Maine State Route 123
- Maine State Route 124
- Maine State Route 125
- Maine State Route 126
- Maine State Route 127
- Maine State Route 128
- Maine State Route 129
- Maine State Route 130
- Maine State Route 131
- Maine State Route 132
- Maine State Route 133
- Maine State Route 134
- Maine State Route 135
- Maine State Route 136
- Maine State Route 137
- Maine State Route 138
- Maine State Route 139
- Maine State Route 140
- Maine State Route 141
- Maine State Route 142
- Maine State Route 143
- Maine State Route 144
- Maine State Route 145
- Maine State Route 146
- Maine State Route 148
- Maine State Route 149
- Maine State Route 150
- Maine State Route 151
- Maine State Route 152
- Maine State Route 153
- Maine State Route 154
- Maine State Route 155
- Maine State Route 156
- Maine State Route 157
- Maine State Route 158
- Maine State Route 159
- Maine State Route 160
- Maine State Route 161
- Maine State Route 162
- Maine State Route 163
- Maine State Route 164
- Maine State Route 166
- Maine State Route 167
- Maine State Route 168
- Maine State Route 169
- Maine State Route 170
- Maine State Route 171
- Maine State Route 172
- Maine State Route 173
- Maine State Route 174
- Maine State Route 175
- Maine State Route 176
- Maine State Route 177
- Maine State Route 178
- Maine State Route 179
- Maine State Route 180
- Maine State Route 181
- Maine State Route 182
- Maine State Route 183
- Maine State Route 184
- Maine State Route 185
- Maine State Route 186
- Maine State Route 187
- Maine State Route 188
- Maine State Route 189
- Maine State Route 190
- Maine State Route 191
- Maine State Route 192
- Maine State Route 193
- Maine State Route 194
- Maine State Route 195
- Maine State Route 196
- Maine State Route 197
- Maine State Route 198
- Maine State Route 199
- Maine State Route 200
- Maine State Route 203
- Maine State Route 204
- Maine State Route 205
- Maine State Route 206
- Maine State Route 207
- Maine State Route 208
- Maine State Route 209
- Maine State Route 212
- Maine State Route 213
- Maine State Route 214
- Maine State Route 215
- Maine State Route 216
- Maine State Route 218
- Maine State Route 219
- Maine State Route 220
- Maine State Route 221
- Maine State Route 222
- Maine State Route 223
- Maine State Route 224
- Maine State Route 225
- Maine State Route 226
- Maine State Route 227
- Maine State Route 228
- Maine State Route 229
- Maine State Route 230
- Maine State Route 231
- Maine State Route 232
- Maine State Route 233
- Maine State Route 234
- Maine State Route 235
- Maine State Route 236
- Maine State Route 237
- Maine State Route 238
- Maine State Route 701
- Maine State Route 703

### Spezielle Strecken
- Maine State Route 4A
- Maine State Route 9A
- Maine State Route 9B
- Maine State Route 11A
- Maine State Route 11B
- Maine State Route 15 Business
- Maine State Route 24 Business
- Maine State Route 25 Business
- Maine State Route 26A
- Maine State Route 100A
- Maine State Route 102A
- Maine State Route 137 Business
- Maine State Route 161B
- Maine State Route 166A
- Maine State Route 228T

### Ehemalige Strecken
- Maine State Route 1
- Maine State Route 2
- Maine State Route 5A
- Maine State Route 15A
- Maine State Route 18
- Maine State Route 35A
- Maine State Route 43A
- Maine State Route 95
- Maine State Route 147
- Maine State Route 165
- Maine State Route 172A
- Maine State Route 201
- Maine State Route 202
- Maine State Route 210
- Maine State Route 211
- Maine State Route 217

## U.S. Highways
- U.S. Highway 1
- U.S. Highway 2
- U.S. Highway 201
- U.S. Highway 202
- U.S. Highway 302

### Zubringer und Umgehungen
- U.S. Highway 1 Bypass
- U.S. Highway 1 Business
- U.S. Highway 1A
- U.S. Highway 2A
- U.S. Highway 201A

## Interstates
- Interstate 95

### Zubringer und Umgehungen
- Interstate 195
- Interstate 295
- Interstate 395
- Interstate 495